# Deneb
Deneb (Alfa Cygni, α Cyg) – najjaśniejsza gwiazda w konstelacji Łabędzia, odległa o około 2600 lat świetlnych od Słońca.

## Nazwa

Położenie Deneba w gwiazdozbiorze Łabędzia

Nazwa gwiazdy pochodzi od arabskiego słowa arab. ‏ذنب‎ dhaneb, które oznacza ogon. Całe wyrażenie brzmi ‏ذنب الدجاجة‎ Dhanab ad-Dajāja, czyli „ogon kury”, od starszej nazwy Łabędzia. Wywodząca się od niego nazwa Denebadigege była używana w Tablicach alfonsyńskich, występowały też warianty np. Deneb Adige i Denebedigege. Inna nazwa Arided pochodzi od wyrażenia Al Ridhādh, innej nazwy konstelacji o niepewnym znaczeniu.
Nazwami podobnymi do „Deneb” określano także inne gwiazdy w ogonach wyobrażonych na niebie wizerunków zwierząt. Międzynarodowa Unia Astronomiczna formalnie zatwierdziła nazwę Deneb dla określenia najjaśniejszej gwiazdy Łabędzia, a także: Deneb Algedi dla najjaśniejszej gwiazdy Koziorożca, Denebola dla drugiej co do jasności gwiazdy Lwa i Aldhanab dla gwiazdy w Żurawiu.
Chińczycy widzieli w gwiazdach Łabędzia most lub przeprawę przez „niebiańską rzekę” Drogi Mlecznej. Wyrażenie chiń. 天津; pinyin Tiānjīn oznacza „niebiańską przeprawę”, natomiast Deneb to „czwarta gwiazda niebiańskiej przeprawy”, chiń. 天津四; pinyin Tiānjīnsì.

## Charakterystyka obserwacyjna
W północnych szerokościach geograficznych Deneb nigdy nie zachodzi. Razem z innymi jasnymi gwiazdami – Wegą i Altairem – tworzy charakterystyczny asteryzm, tzw. trójkąt letni.
18 000 lat temu Deneb znajdował się w pozycji północnej gwiazdy polarnej ziemskiego nieba, był ok. 7 stopni od północnego bieguna niebieskiego. Ze względu na precesję osi Ziemi, Deneb ponownie stanie się gwiazdą polarną około roku 9800 naszej ery.
Mars ma podobne nachylenie osi co Ziemia. Północny biegun Marsa wskazuje środek linii, która łączy Deneb z gwiazdą Alderamin.

## Charakterystyka fizyczna

Porównanie w skali tarczy Deneba i Słońca

Jest to nadolbrzym należący do typu widmowego A2Ia. Jego temperatura to około 8500 K. Deneb należy do najdalej położonych gwiazd widocznych gołym okiem, choć jego odległość nie jest dobrze znana ze względu na znaczną niepewność pomiaru paralaksy przez sondę Hipparcos; ten pomiar sugeruje odległość ponad 1400 lat świetlnych od Słońca. Deneb należy jednak do asocjacji gwiazdowej Cygnus OB 7, a to wskazuje na znacznie większą odległość. Inne metoda określenia odległości, oparte na parametrach fizycznych gwiazdy, dają podobne odległości, pozwalając stwierdzić, że gwiazda jest oddalona o około 2600 lat świetlnych.
Gwiazda ta jest około 200 tysięcy razy jaśniejsza od Słońca. Jej promień szacuje się na około 200 słonecznych. Umieszczona w miejscu Słońca, wypełniłaby przestrzeń po orbitę Ziemi. Ma ona masę 19 ± 4 razy większą niż masa Słońca. Modele ewolucji gwiazd wskazują, że rozpoczęła życie jako gorąca, błękitna gwiazda typu widmowego O o masie 23 ± 2 M☉ (tak masywne gwiazdy tracą masę przez potężny wiatr gwiazdowy) i obecnie jest obserwowana w trakcie przemiany w czerwonego nadolbrzyma. Tak masywna gwiazda zakończy życie w eksplozji supernowej.